# Acangassu diminuta
Acangassu diminuta là một loài bọ cánh cứng trong họ Cerambycidae.